# خيري الآغا
خيري حافظ عثمان مصطفى الآغا، (خان يونس، 1 يناير 1934- 1 يونيو 2014)، هو سياسي فلسطيني، اشغل منصب المراقب العام للإخوان المسلمين في فلسطين، وقائد مؤسس في حركة حماس، وأول رئيس للمكتب السياسي لحركة حماس عام 1993، وُلد في مدينة خان يونس في الأول من كانون الثاني عام 1934، حصل على الدكتوراه في إدارة الأعمال من الولايات المتحدة، وعمل مدرسًا في مدارس وكالة الغوث وتشغيل اللاجئين “الأونروا”، ثمَّ موظفًا في دائرة المعارف الحكومية، ثمَّ انخرط في الأعمال الحرة في جدة في المملكة العربية السعودية.
انتمى لجماعة الإخوان المسلمين في شبابه المبكر، وتولى قيادة منطقة خان يونس والوسطى في التنظيم العسكري، وساهم في إنشاء تنظيم الإخوان الفلسطينيين (1962-1963)، والذي ضم إخوان القطاع مع الفلسطينيين في الدول العربية، وأصبح مسؤول الإخوان الفلسطينيين في السعودية وممثلاً لهم في مجلس الشورى، ثمَّ انتخب نائبًا للمراقب العام للإخوان الفلسطينيين عام 1973، ثمَّ المراقب العام عام 1975، عمل على توحيد الإخوان الفلسطينيين مع إخوان الأردن في تنظيم واحد عام 1978 أطلقوا عليه اسم بلاد الشام.
قاد “جهاز فلسطين”، وهو أحد أذرع تنظيم بلاد الشام في تلك الفترة، حيث نظَّم من خلاله العلاقة بين كوادر الإخوان داخل فلسطين وخارجها، وأوكلت له مهمة إطلاق العمل الإسلامي الفلسطيني المقاوم، فساهم بشكل بارز في تأسيس حركة حماس، وانتخب رئيسًا لمكتبها السياسي، ثمّ توفي في مدينة جدة في السعودية في الأول من حزيران عام 2014.
عُرف عنه ابتعاده عن الأضواء وحبه للبقاء في الظل، الأمر الذي اعتبره كثيرون عاملًا رئيسًا في نجاحه في العديد من المهمات التي أوكلت له.